# Švédské Livonsko
Švédské Livonsko (litevsky Zviedru Vidzeme nebo Zviedru Livonija, švédsky Svenska Livland) bylo dominium Švédské říše, které existovalo v letech 1629–1721. Zahrnovalo sever dnešního Lotyšska a jih dnešního Estonska, neboli historické území Livonsko. Švédové oblast, tzv. Livonské vévodství, získali na úkor Polsko-litevské unie v livonské válce. Hlavní město Švédského Livonska, Riga, se stalo druhým největším městem Švédské říše. Švédské Livonsko mělo podobný status jako sousední Švédské Estonsko, ovšem autonomie byla menší, zvláště poté co švédský král Karel XI. přišel s tzv. politikou uniformizace, která se realizovala zvláště v právní oblasti. Po tzv. velké redukci z roku 1680 král vyvlastnil i mnoho pozemků místní šlechty. Území dobylo Ruské impérium ve velké severní válce. Švédské Livonsko tím zaniklo, Rusové z území udělali nejprve Rižskou gubernii, roku 1783 Rižské místodržitelství a konečně roku 1796 Livonskou gubernii (Лифляндская губерния).
Ke známým guvernérům Švédského Livonska patřil například velký reformátor švédské armády Jacob De la Gardie (1622–1628), Gustav Horn (1628–1629), známý z bojišť třicetileté války, Adam Ludwig Lewenhaupt (1706–1709), který se proslavil na bojištích severní války, nebo Gabriel Bengtsson Oxenstierna (1645–1647), který je předkem současné švédské královské rodiny.